# Bergljot Webster
Bergljot Cecilie Webster (* 16. Februar 1966 in Oslo) ist eine norwegische Juristin. Seit 2009 ist sie Richterin am Obersten Gerichtshof von Norwegen.

## Leben und Wirken
Webster erwarb nach dem Studium der Rechtswissenschaften 1992 ihren Abschluss. Ab 1993 arbeitete sie zunächst als stellvertretende Staatsanwältin bei der norwegischen Generalstaatsanwaltschaft. 1995 stieg sie zur vollwertigen Staatsanwältin auf. 2000 schied sie zunächst aus dem norwegischen Staatsdienst aus und arbeitete als Anwältin beim Nordisk Defence Club. 2004 wurde sie Partnerin bei Sørlie Wilhelmsen, einer Kanzlei in Oslo, und wechselte 2006 zu Hjort, einer Osloer Kanzlei, die vorwiegend vor dem norwegischen Obersten Gerichtshof Mandate vertritt.
Am 15. August 2009 kehrte Webster in den norwegischen Staatsdienst zurück und wurde zur Richterin am Obersten Gerichtshof von Norwegen ernannt.